# 448
| 448                |
| ------------------ |
| Dødsfald - Fødsler |
|                    |

| Gregoriansk kalender | 448 CDXLVIII            |
| Ab urbe condita      | 1201                    |
| Armensk kalender     | I/T                     |
| Kinesiske kalender   | 3144 – 3145 丁亥 – 戊子 |
| Etiopisk kalender    | 440 – 441               |
| Jødisk kalender      | 4208 – 4209             |
| Hindukalendere       |                         |
| - Vikram Samvat      | 503 – 504               |
| - Shaka Samvat       | 370 – 371               |
| - Kali Yuga          | 3549 – 3550             |
| Iransk kalender      | 174 BP – 173 BP         |
| Islamisk kalender    | 179 BH – 178 BH         |

Se også 448 (tal)

## Begivenheder
- Historikeren Priscus opholder sig hos Attila som udsending fra det østromerske rige.